# نادي بلد الوليد لكرة السلة
نادي بلد الوليد لكرة السلة (بالإنجليزية: CB Valladolid)‏ هو فريق كرة سلة إسباني تأسس في 1976 يقع في بلد الوليد، منطقة قشتالة وليون. يلعب في ليغا أيه سي بي.

## وصلات خارجية
- الموقع الإلكتروني